# Пултівці
Пу́лтівці — село в Україні, у Вінницькому районі Вінницької області. Входить до складу Якушинецької сільської громади.

## Історія
1533 року, в декреті короля польського і великого князя литовського Сигізмунда І Старого згадується, як село Полтевцы. На той час у власності руських бояр Криштофа та Семена Кмітичів.
У 1626 році в селі побудована церква Воздвиження Хреста.
З 1887 року в Пултівцях діяла школа грамоти.
З 1917 село належало до Української Народної Республіки.
Внаслідок поразки Перших Визвольних Змагань село на довгий час окуповане СРСР.
Під час другого голодомору у 1932–1933 роках, проведеного радянською владою, загинуло 6 осіб.
З 17 липня 1941 року село окуповане німцями.
З 18 березня 1944 року село повторно окуповане СРСР.
1 січня 1944 року гітлерівці за допомогу партизанам розстріляли 104 жителя села Пултівці[джерело?]. З лютого 1968 року на місті розстрілу загиблим встановлено пам'ятник на південь від села, біля дороги Вінниця — Бар. На фронтах Німецько-радянської війни у складі Червоної Армії загинуло 80 мешканців села.

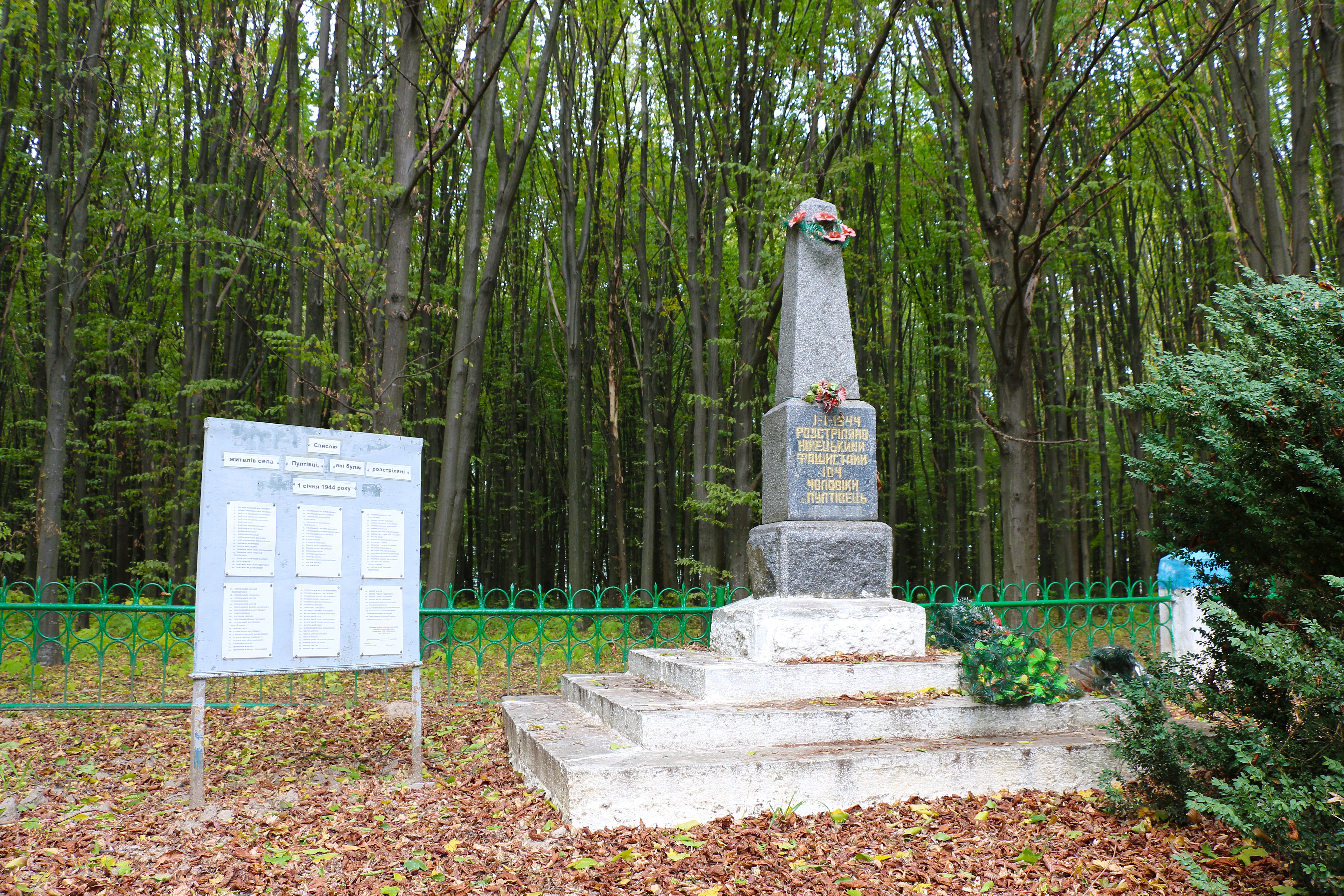
Пам'ятник 104 жителям села розстріляних фашистами
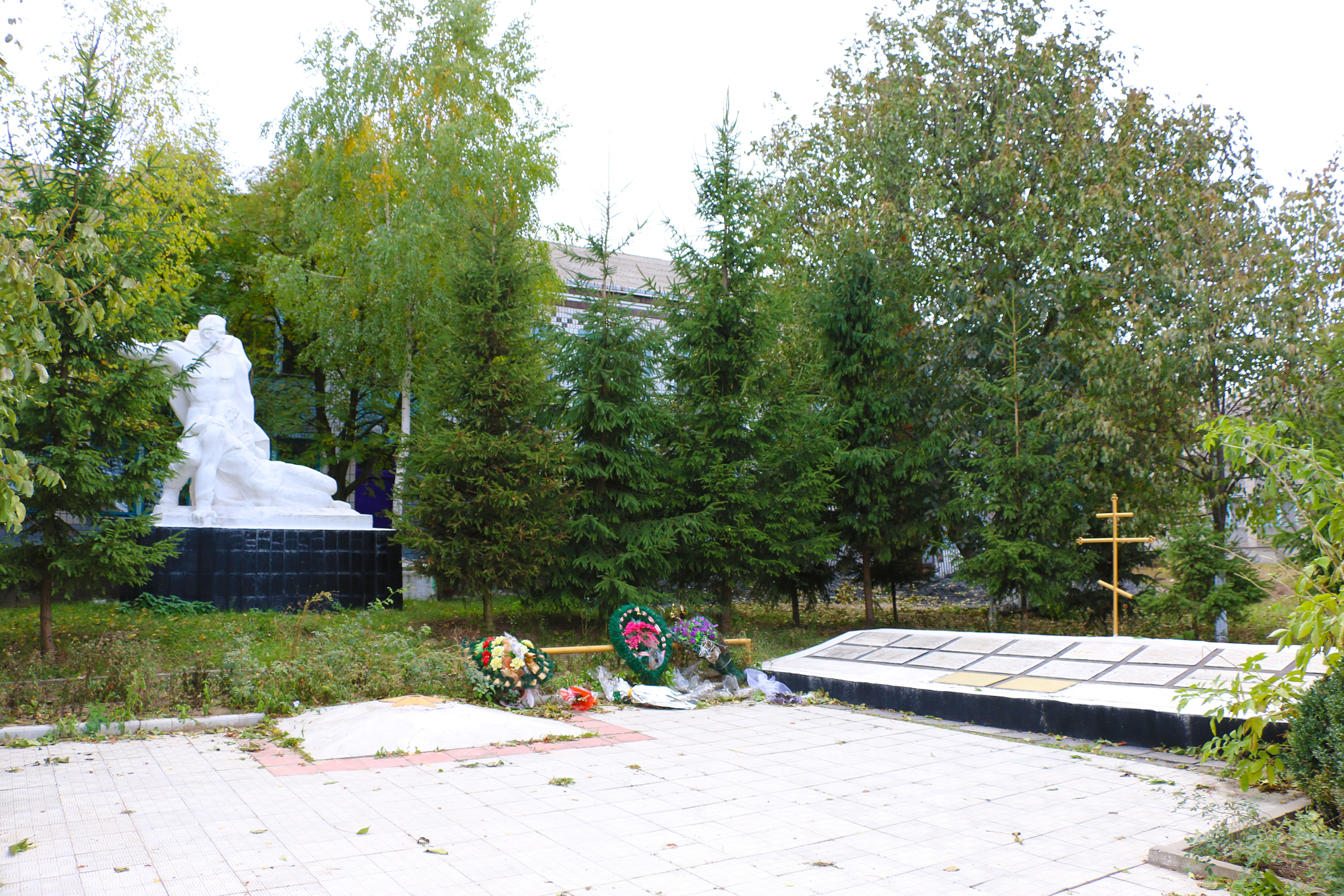
Пам'ятник воїнам-односельчанам

## Населення

### Мова
Розподіл населення за рідною мовою за даними перепису 2001 року:
| Мова       | Кількість | Відсоток |
| ---------- | --------- | -------- |
| українська | 803       | 96.63%   |
| російська  | 27        | 3.25%    |
| угорська   | 1         | 0.12%    |
| Усього     | 831       | 100%     |

## Відомі уродженці
1962 року народився доктор історичних наук, професор Олексій Карпович Струкевич, історик-краєзнавець Поділля.

## Події
- 23 квітня 1969 року в селі відкрито пам'ятник Т. Г. Шевченку.
- 9 травня 1979 року відкрито пам'ятник загиблим односельчанам.

## Незалежність
З 24 серпня 1991 року село належить до незалежної України.
В березні 2000 року засновано Сільськогосподарське товариство з обмеженою відповідальністю «Красне». Всього землі — 1529 га.
15 травня 2003 року передане до складу Вінницького району, доти перебувало у Жмеринському районі.